# Kostel Všech svatých (Sedloňov)
Kostel Všech svatých je římskokatolický filiální, bývalý farní kostel, v obci Sedloňov. Je chráněn jako kulturní památka.

## Historie
První písemná zmínka o kostele Všech svatých je v Registru důchodů panství opočenského z roku 1542. Původní dřevěný kostel u potoka byl v letech 1709 až 1711 nahrazen barokní stavbou na kopci od stavitele Kašpara Klinkerta z Kladské Bystřice, který je i stavitelem kostela v nedaleké Olešnici v Orlických horách ze stejné doby.

## Architektura
Jednolodní stavba s vysokou hranolovou věží.

## Okolí kostela
Dřevěná roubená fara je z roku 1749.

## Bohoslužby
Bohoslužby se konají pouze jednou měsíčně, a to čtvrtou neděli v měsíci od 11.00.